# Diana Elles
Diana Louie Elles, née le 19 juillet 1921 à Bedford et morte le 17 octobre 2009, est une femme politique britannique.
Membre du Parti conservateur, elle siège au Parlement européen de 1979 à 1989 et à la Chambre des lords de 1972 à 2009.